# Az érzelmekre apellálás esetei
Az érveléseknek számos típusa lehetséges, ezek közé tartozik az érzelmekre apellálás esete is.
A gyenge érvelések is nagyon erősen hathatnak, amennyiben sikerül érzelmileg befolyásolni a befogadót. Az idetartozó érvelési eszközök: a nyelv emotív jelentése és az érzelmekre apelláló érvelések.

## Szánalomra apellálás
Ezt a hibát követi el az az érvelő, aki mindössze szánalmat, együttérzést próbál ébreszteni a másik félben, hogy ezek segítségével vegye rá, hogy azt tegye, amit szeretne, és nem indokolja, hogy az adott cselekedet helyes vagy észszerű lenne.
Példa:„Tanárnő, olyan sokat készültem, nézze meg, elkészítettem az összes házi feladatot, az órára is rendesen bejártam, és csak egyetlen pont hiányzik a jeleshez. Egyetlen pici pont!” 

## Fenyegetésre apellálás
Fenyegetésre hivatkozás hibáját követi el az az érvelő, aki ahelyett, hogy indokolná miért helyes a cselekedet, inkább megfélemlítéssel próbálja rákényszeríteni a másik felet, hogy azt csinálja, amit mond.  A fenyegetés lehet explicit vagy implicit is. 
Példa: Kocsiban: „Ne menj ilyen gyorsan, mert ha bemérnek a rendőrök, elveszik a jogosítványod!”
Cigarettásdobozon: „A dohányzás halált okozhat!”
Az érvelések nem csak azzal operálhatnak, hogy fenyegetik jó hírünket, képességeinkről kialakult képet, önbecsülésünket, hanem azzal is, hogy „ígérik” ezek javulását, a jutalom kilátásba helyezése révén. Ezzel is lehet cselekvéseket motiválni, esetenként még nagyobb hatásossággal, mint a fenyegetés eszközével. Éppen a fenyegetésre hivatkozás ellentéte a jutalomra hivatkozás a pszichológiai motiváló tényező szempontjából, azonban az ilyen típusú érvelésekre is a fenyegetésre apellálással kapcsolatban elmondottak érvényesek. Jutalmazni lehet különböző sikerekkel, magasabb társadalmi csoporthoz tartozás érzésével, hízelgéssel.

## A többiekre hivatkozó érvelések

### Közvélekedésre apellálás
A közvélekedésre apellálás hibáját az követi el, aki egy álláspont indoklásaként csak annyit hoz fel, hogy sok ember egyetért vele, pedig más releváns bizonyítékok is felhozhatóak lennének. Erős azonban a pszichológiai nyomás, hogy elfogadjuk az érvet, hiszen csoportunkban mindenki elfogadja; véleményünkkel pedig nem szeretünk eltérni másoktól. 
A álláspont általánosan elfogadott/ mindenki elfogadja.
A igaz, helyes. 
Példák:„Köztudott, hogy a nők gyengébbek a férfiaknál.” 
Ebben az esetben semmilyen érv nem támasztja alá az állítást, bár állhatnának mellette biológiai bizonyítékok, vagy vizsgálati, kísérleti eredmények. Ehelyett annyi derül csak ki, hogy mindenki tudja. Ha mindenki tudja, akkor viszont igaz is. 
„Az emberek világosan látják, hogy rosszabbul élnek, mint négy évvel ezelőtt. A bőrükön érzik a gazdasági válságot.” 
Ebben a példában az érv közös tapasztalatokra is támaszkodik, nem csak arra, hogy mindenki így gondolja. Azért kell elfogadni, mert tapasztalatokra támaszkodik. 
„Aki nem vak, látja hova vezetnek az aktuális politikai események.” 
Ebben az esetben még fenyegetésre is felfigyelhetünk, hiszen aki nem látja az eseményeket, az vak kell, hogy legyen. 
Elsősorban azért hibásak ezek az érvek, mert azt állítják álláspontokról, hogy általánosan elfogadottak, holott nagy valószínűséggel nem azok. Másodsorban azért, mert úgy támasztja alá, hogy azt állítja, mindenki egyetért azzal, pedig lehet hibás valami attól, hogy sokan egyetértenek vele. Harmadszor pedig azért hibás, mert azzal hogy közvélekedésre hivatkoznak, minden további bizonyítást feleslegesnek nyilvánítanak, és lezárják a racionális vita lehetőségét, holott sokféle cáfolata lehetne. 
Vannak esetek, amikor helytálló a közvélekedésre hivatkozni. 
„Valaki kifogásolja, hogy a miniszterelnök az ország nevében nyilatkozott külföldön, vagyis az ő nevében is. Általánosan elfogadott, hogy a kormányfő az egész országot képviseli külföldön, vagyis minden állampolgárt.” 
Felosztási hiba viszont, hogy bár az egész országot képviseli, de nem minden egyes állampolgárt. Bizonyos állítások pontosan attól lesznek igazak, hogy egy csoporton belül mindenki elfogadja. 

### Más is ezt csinálja
Az általánosan elfogadott gyakorlatra, vagy cselekedetre is hivatkozunk a közvélekedés mellett.
„Ne menj át a zebrán, amikor piros a lámpa, veszélyes!
„Dehogy az, mindenki így csinálja!”
Ezt az érvelési hibát az követi el, aki azzal magyarázza tetteinek észszerűségét vagy helyességét, hogy mások is így cselekednek. 
Sokan mások C-t teszik az adott szituációban.
C helyes/ észszerű. 
Csakúgy, mint a közvélekedésre apellálás, ez is lehet erős, ha egy általánosan elfogadott gyakorlathoz való igazodásra hivatkozunk. 
„Állj a mozgólépcsőn a jobb oldalra, itt ez a szokás!”
Ebben az esetben az elfogadhatónak tekintett cselekedetet az határozza meg, hogy mi a szokás, a gyakorlat. 

### A csoportnyomásra hivatkozás
Erről a hibáról abban az esetben lehet beszélni, ha csupán az alapján próbálunk elfogadtatni egy álláspontot, hogy ez a csoporthoz való tartozás feltétele. A csoporthoz tartozás egyik feltétele valóban az, hogy a közösen vallott nézeteket elfogadjuk. A csoportból való kizárást eredményezheti, ha valaki gyakran vagy fontos pontokon tér el ezektől. Egy nézet azonban ettől függetlenül nem helyes. 
„Mint mi mindannyian tudjuk, a miniszterelnököt csak a pénz és a hatalom érdekli.” 
Mi mind így gondoljuk, aki pedig nem, az nem is tartozik közénk. A beszélő szerint azért kell elfogadni az álláspontot, mert csoportnyomás alatt áll.